# Army Dreamers
Army Dreamers è il terzo singolo della cantante inglese Kate Bush tratto dall'album del 1980 Never for Ever.

## Il brano
Il brano parla degli effetti della guerra, e di una donna che piange suo figlio, morto durante manovre militari. La donna si interroga su cosa avrebbe potuto fare per impedirne la morte. Il riferimento nel testo al "BFPO" si riferisce alle poste dell'esercito britannico ("British Forces Post Office"), che recapitano il messaggio: "Our little army boy is coming home, from BFPO.".
Dal punto di vista musicale, il ritmo di valzer del singolo segna un cambiamento rispetto ai precedenti singoli di Kate Bush.
Il videoclip mostra Kate Bush in mimetica militare, con un bambino in grembo, che batte le palpebre in sincrono con il rumore campionato di meccanismi di armi da fuoco. Il bimbo esce dall'inquadratura per rientrarvi in uniforme. In seguito Kate Bush e molti soldati si fanno strada nella giungla, in mezzo ad esplosioni, fino a raggiungere il bimbo soldato che però scompare mentre un militare salta in aria..

## Versioni
- 22 settembre 1980 – Kate Bush, Army Dreamers, 45gg, EMI EMI 5106, Regno Unito, prodotto da Kate Bush[3]. Questa versione contiene i brani seguenti:

1. Army Dreamers – 3:17
2. Delius – 2:51
3. Passing Through Air – 2:10

Durata totale: 8:18
Il singolo ha due lati B, "Delius" e "Passing Through Air". "Delius" è un tributo al compositore inglese Frederick Delius: il sottotitolo, "Song of Summer", è tratto da una delle opere di Delius.
"Passing Through Air" è una delle prime composizioni di Kate Bush: questo brano è stato registrato nel 1973 nello studio di David Gilmour assieme a un'altra quindicina di canzoni, tutte inedite a parte Humming, mandata in onda alla radio nel '78 e in seguito pubblicata nella versione reincisa assieme a The man with the child in his eyes e The saxophone song, nel 1975.
- Una cover di questo brano, realizzata dal cantautore norvegese Moddi è presente nel disco dell'artista Unsongs. Il disco è chiamato così perché contiene una raccolta di brani, riarrangiati dall'artista, provenienti da tutto il mondo e accomunati dall'aver causato scandalo, polemiche o addirittura di essere stati banditi e censurati.